# توم كلارك (صحفي)
توم كلارك هو صحفي وصحفي سياسي كندي، ولد في عقد 1950 في تورونتو في كندا.